# Mandi (Himachal Pradesh)
Mandi (mŋɖɪ), ou Sahor (tibétain : Zahor ཟ་ཧོར་, Wyl. za hor. (en) « Some have suggested that Zahor is a corruption of the Persian word Śahor, which means simply 'city' »), est une ville de l'Himachal Pradesh, chef lieu du district de Mandi. Elle était auparavant connue sous le nom de Mandav Nagar. 
Elle est située 153 km au nord de la capitale de l'État, Shimla, à une altitude moyenne de 1 044 m.
Elle est reliée par autoroute à Pathankot, au Pendjab, (220 km), ainsi qu'à Manali et à Chandigarh (185 km). Elle se trouve à 441 km de la capitale New Delhi.
Au recensement de 2011, elle avait 26 873 habitants, pour une superficie de 23 km2.

## Géographie

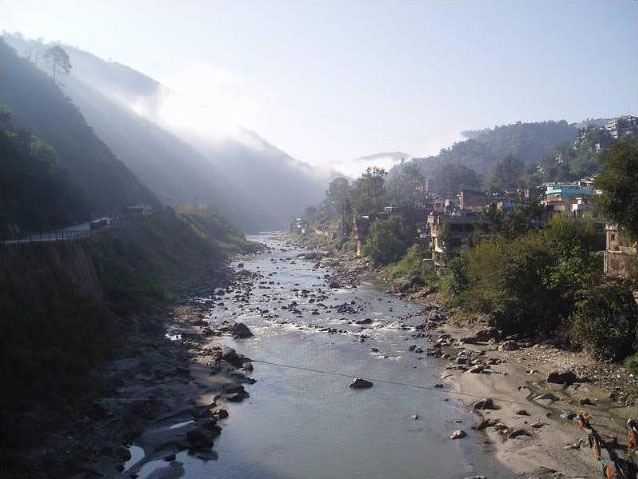
La Beâs à Mandi.

Mandi se trouve sur le cours de la Beâs, un sous-affluent de l'Indus.